# Hubertine Auclert
Hubertine Auclert (ur. 10 kwietnia 1848, zm. 4 sierpnia 1914) – jedna z wiodących francuskich feministek i sufrażystek.

## Życiorys
Pochodziła ze średniozamożnej rodziny z Owernii. Uczyła się w klasztorze katolickim i planowała przyjęcie ślubów zakonnych. Jednak ostatecznie opuściła klasztor w 1869, przeniosła się do Paryża i zaczęła głosić antyklerykalizm. Zapoznała się tam z działalnością czołowych feministów francuskich tamtego okresu: Marii Deraismes i Léona Richera (później została jego sekretarką). Głosiła radykalne wówczas hasła: nie tylko prawo wyborcze dla kobiet, ale również dopuszczenie kobiet do stanowisk w administracji państwowej. W 1876 założyła Société de droit des femmes (Stowarzyszenie dla Praw Kobiet, od 1883 Société de suffrage des femmes czyli Stowarzyszenie dla Praw Wyborczych Kobiet).
W 1880 Auclert wezwała Francuzki do bojkotu podatków, argumentując że osoby pozbawione praw publicznych nie powinny płacić podatków. W tym czasie wyszła za mąż za adwokata Antoniego Lévriera. 13 lutego 1881 założyła miesięcznik feministyczny La Citoyenne (Obywatelka), który zyskał poparcie czołowych feministek, takich jak Séverine i Marie Bashkirtseff. W 1884 Auclert krytykowała nowe prawo o legalizacji rozwodów jako dyskryminujące kobiety pod względem majątkowym.
W 1888 Auclert z mężem zamieszkała w Algierii, jednak po jego śmierci wróciła do Paryża 4 lata później. W 1900 utworzyła Narodową Radę Kobiet Francuskich – organizację zrzeszającą wszystkie francuskie organizacje feministyczne w celu poparcia dla prawa wyborczego dla kobiet. W 1908 Auclert symbolicznie rozbiła urnę wyborczą, a w 1910 wraz z Marguerite Durand prowokacyjnie zgłosiły się jako kandydatki na posłów do parlamentu. Została pochowana na cmentarzu Père-Lachaise w Paryżu.